# Comuna Novovasîlivka, Sofiivka
Novovasîlivka (în ucraineană Нововасилівка) este o comună în raionul Sofiivka, regiunea Dnipropetrovsk, Ucraina, formată din satele Bazavluciok, Jovte, Novi Kovna, Novopodilske, Novovasîlivka (reședința), Novovitebske, Odrubok și Ternuvatka.

## Demografie
Componența lingvistică a satului Novovasîlivka
     Ucraineană (95,96%)
     Rusă (3,38%)
     Alte limbi (0,6%)
Conform recensământului din 2001, majoritatea populației satului Novovasîlivka era vorbitoare de ucraineană (95,96%), existând în minoritate și vorbitori de rusă (3,38%).